# Podgaje (województwo wielkopolskie)
Podgaje (niem. Flederborn) – wieś w Polsce położona w województwie wielkopolskim, w powiecie złotowskim, w gminie Okonek.

## Położenie
Wieś leży 100 m n.p.m. na północy Wielkopolski w krainie historycznej Krajna, jest to pogranicze Pojezierzy Wałeckiego i Krajeńskiego. Teren wsi zajmuje dolinę rzeki Gwdy, na której wybudowano zaporę tworzącą sztuczne jezioro. Znajduje się tam skrzyżowanie dróg krajowych DK11 i DK22.

## Historia
W połowie lat 30. XX wieku Niemcy wybudowali zespół umocnień tworzących pas ochronny Wału Pomorskiego, znajduje się on na zachód od wsi na łańcuchu niezalesionych wzniesień sięgających 150 m n.p.m. Po 1939 fortyfikacje te wzmocniono.
W trakcie walk o Wał Pomorski w 1945, w miejscowości Podgaje walczący po stronie niemieckiej żołnierze łotewscy z grupy bojowej „Elster”, wchodzący w skład 15 Dywizji Grenadierów SS dokonali zbrodni na 32 żołnierzach Wojska Polskiego z 4 kompanii 3 pułku piechoty 1 Dywizji WP, którym najpierw skrępowano ręce drutem kolczastym, a następnie wprowadzono do stodoły i spalono żywcem.
O zbrodni w Podgajach opowiada film fabularny „Elegia” z 1979 r.
Niemców udało się wyprzeć ze wsi 3 lutego 1945 roku przy stratach 233 poległych, 520 rannych i 58 zaginionych.
W latach 1975–1998 miejscowość położona była w województwie pilskim. W 1980 we wsi powołano Rolniczą Spółdzielnię Produkcyjną gospodarującą na 360 hektarach ziemi i składającą się z piętnastu członków. Przewodniczącym był Joachim Skrentny. Spółdzielnia specjalizowała się w hodowli owiec i trzody chlewnej, a także prowadziła usługi rekultywacyjne.
W czasach Polski Ludowej, do grudnia 1985 roku, w miejscowości krzyżowały się droga państwowa nr 31 Podgaje – Szczecinek – Bobolice i droga międzynarodowa T83.